# فيرجيل إيرب
فيرجيل إيرب (بالإنجليزية: Virgil Earp)‏ هو ضابط شرطة أمريكي، ولد في 18 يوليو 1843 في هارتفورد في الولايات المتحدة، وتوفي في 19 أكتوبر 1905 في نيفادا في الولايات المتحدة.

## وصلات خارجية
- فيرجيل إيرب على موقع إن إن دي بي (الإنجليزية)